# Hedysarum aculeolatum
Hedysarum aculeolatum är en ärtväxtart som beskrevs av Pierre Edmond Boissier. Hedysarum aculeolatum ingår i släktet buskväpplingar, och familjen ärtväxter.

## Underarter
Arten delas in i följande underarter:
- H. a. aculeolatum
- H. a. mauritanicum